# Achille Delattre
Pour les articles homonymes, voir Delattre.
Achille Delattre (né à Pâturages le 24 août 1879 et mort à Baudour le 13 juillet 1964) est un ouvrier mineur, syndicaliste belge, devenu homme politique membre du Parti ouvrier belge (POB). Il est ministre du Travail dans plusieurs gouvernements avant et après la Seconde Guerre mondiale.

## Biographie
Achille Delattre est issu d'un milieu ouvrier. Né à Pâturages le 24 août 1879 dans la région industrielle du Borinage, il est le fils de Prudent Delattre, ouvrier mineur, et de Clarisse Bruneau. Le 27 septembre 1902, il épouse à Pâturages Léa Quenon. 
Il travaille très tôt à la mine, de 1891 à 1904 tout en suivant les cours du soir de l'école industrielle de Pâturages. Ayant une santé fragile, il devient par après vendeur de journaux et rédacteur à L'Avenir du Borinage. Ensuite, il est secrétaire du président du Syndicat des Mineurs, le mouvement syndical des mineurs borains, ce qui l'amène à devenir aussi secrétaire national de la Centrale syndicale des travailleurs des mines de Belgique. 
Parallèlement au mouvement syndical, il se lance assez tôt dans une carrière politique au sein du Parti ouvrier belge. Il s'investit d'abord au niveau local, étant successivement élu conseiller communal à partir de 1907, échevin à partir de 1921 et bourgmestre de Pâturages de 1939 à 1940 et de 1944 à 1964.
Au niveau national, il est élu député de l'arrondissement de Mons-Borinage à la Chambre des représentants de 1921 à 1954. Il y est le promoteur de plusieurs lois sur le travail dans les mines, la sécurité, les allocations familiales, les loisirs, la santé et la retraite des ouvriers mineurs.  Il est à la base de la création du Fonds des maladies professionnelles. En 1945, avec d'autres députés socialistes, il dépose la proposition de loi visant à la création d'une Société nationale des Charbonnages belges.
Personnalité du socialisme borain, il est désigné par son parti pour assumer les fonctions de ministre du Travail et de la Prévoyance sociale de 1935 à 1939 dans les gouvernements Van Zeeland I, Van Zeeland II, Janson, Spaak I et, après la Seconde Guerre mondiale, ministre du Combustible et de l'Énergie de 1947 à 1948 dans le gouvernement Spaak III.
Il assume enfin des responsabilités au niveau de son parti comme vice-président du POB de 1939 à 1944 puis président de 1944 à 1945.
Il est l'auteur de plusieurs ouvrages dits de littérature ouvrière.

## L'auteur
- La Nationalisation des mines (1924).
- Une Grande bataille sociale : la grève des mineurs du Borinage (1925).
- La Lutte contre le grisou (1931).
- Histoire de nos corons (1939).
- Histoire d'une famille de mineur (1946).
- Le Chant de la mine (1946).
- Dans la Bourrasque (1946).
- Combats (1949).
- L'Héritage d'Antoine Coulisse (1950).
- Souvenirs (1957).
- À la gloire du mineur (1958).
- Alfred Defuisseaux. Un homme, une période (1959).
- Floria (1960)
- Histoire et Folklore (1961)[2].

## Hommages et distinctions
De nombreuses rues, places et bâtiments portent le nom d'Achille Delattre dans le Borinage (Pâturages, Quaregnon, Boussu, Wasmes...) mais aussi dans d'autres communes de la région du Centre (Bray, Saint-Vaast, Trazegnies, Carnières, etc.) et de la région de Charleroi (Courcelles et Châtelineau).
Il est nommé ministre d'État en septembre 1945 par le régent Charles de Belgique.
Il a reçu de nombreuses distinctions honorifiques belges et étrangères dont : 
- Grand-croix de l'ordre de la Couronne (Belgique) ;
- Prix quinquennal du Hainaut en 1955 ;
- Chevalier de la Légion d'honneur (France).